# 32.º Regimiento de Instrucción Aérea
El 32.º Regimiento de Instrucción Aérea (32. Flieger-Ausbildungs-Regiment) fue una unidad militar de la Luftwaffe de la Alemania nazi.

## Historia
Formado el 1 de abril de 1939 en Uetersen desde el 32.º Batallón de Reemplazo Aéreo con:
- Stab.
- I Batallón de Instrucción desde el 32.º Batallón de Reemplazo Aéreo.
- Escuela Elemental de Vuelo (Escuela/32.º Regimiento de Instrucción Aérea) desde la Escuela Mixta Experimental Superior Oldenburg.

El II Batallón de Instrucción fue formada en 1940, mientras la Escuela/32.º Regimiento de Instrucción Aérea deja el regimiento el 1 de octubre de 1941 y se convirtió en 32.º Escuela Mixta Experimental Superior. Trasladado a Pardubitz en noviembre de 1939, Rochefort en octubre de 1941, Angers en 1944 y en Nancy en agosto de 1944. El 16 de agosto de 1942 es redesignado como el 32.º Regimiento Aéreo.

## Comandantes
- Coronel Herbert Sonnenburg - (1 de abril de 1939 - 1 de abril de 1940)
- Mayor general Gotthardt Kapuste - (1 de abril de 1940 - 31 de octubre de 1944)

## Orden de Batalla
- 1939 – 1940: Stab, I. (1-5), 6., 7., Escuela.
- 1941 – 1942: Stab, I. (1-5), 7., II. (8-12).